# 북채

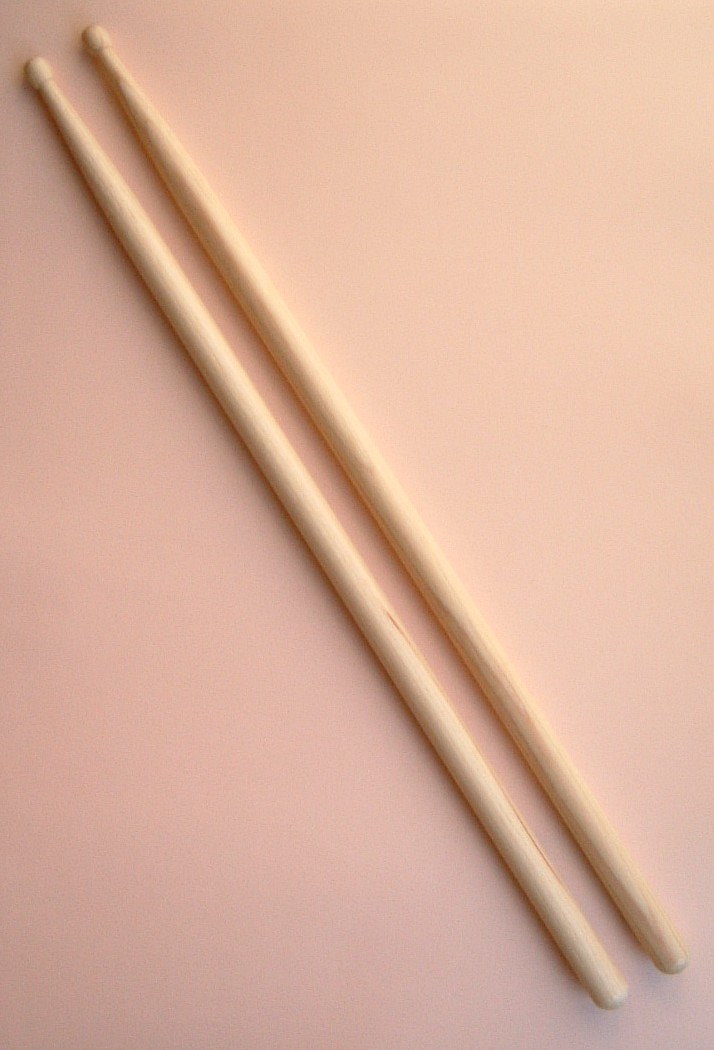
북채

북채 또는 드럼스틱(영어: Drumstick)은 타악기를 두드리는 막대기이다. 드럼을 치기 위해 필요한 도구이다.

## 구성
